# Уметничко клизање на Зимским олимпијским играма 2018.
Такмичења у уметничком клизању на Зимским олимпијским играма 2018. у Пјонгчангу одржаће се између 18. и 23. фебруара 2018. у Леденој дворани Кангнунг . Такмичење се одвија у пет дисциплина.

## Сатница
Распоред и сатница такмичења:
| Датум       | Време | Дисциплина                                      |
| ----------- | ----- | ----------------------------------------------- |
| 9. фебруар  | 10:00 | Екипно - мушкарци појединачно, кратки програм   |
| 9. фебруар  | 10:00 | Екипно - спортски парови, кратки програм        |
| 11. фебруар | 10:00 | Екипно - плесни парови, кратки програм          |
| 11. фебруар | 10:00 | Екипно - жене појединачно, кратки програм       |
| 11. фебруар | 10:00 | Екипно - спортски парови, слободни програм      |
| 12. фебруар | 10:00 | Екипно - мушкарци појединачно, слободни програм |
| 12. фебруар | 10:00 | Екипно - жене појединачно, слободни програм     |
| 12. фебруар | 10:00 | Екипно - плесни парови, слободни програм        |
| 14. фебруар | 10:00 | Спортски парови - кратки програм                |
| 15. фебруар | 10:30 | Спортски парови - слободни програм              |
| 16. фебруар | 10:00 | Мушкарци појединачно - кратки програм           |
| 17. фебруар | 10:00 | Мушкарци појединачно - слободни програм         |
| 19. фебруар | 10:00 | Плесни парови - кратки програм                  |
| 20. фебруар | 10:00 | Плесни парови - слободни програм                |
| 21. фебруар | 10:00 | Жене појединачно - кратки програм               |
| 23. фебруар | 10:00 | Жене појединачно - слободни програм             |
| 25. фебруар | 9:30  | Гала егзибиција                                 |

Напомена: комплетна сатница је по локалном времену (УТЦ+9)

## Учесници и систем квалификација
153 такмичара из 32 државе такмиче се у уметничком клизању док Малезија дебитује у овом спорту на ЗОИ.
- Аустралија (4)
- Аустрија (2)
- Белгија (2)
- Бразил (1)
- Грузија (1)
- Израел (7)
- Италија (11)
- Јапан (9)
- Јужна Кореја (7)
- Казахстан (3)
- Канада (17)
- Кина (11)
- Летонија (2)
- Мађарска (2)
- Малезија (1)
- Немачка (8)
- Пољска (2)
- Олимпијски спортисти из Русије (15)
- Северна Кореја (2)
- Сједињене Америчке Државе (14)
- Словачка (3)
- Турска (2)
- Узбекистан (1)
- Уједињено Краљевство (2)
- Украјина (4)
- Филипини (1)
- Финска (1)
- Француска (8)
- Чешка (5)
- Швајцарска (1)
- Шведска (1)
- Шпанија (4)

## Освајачи медаља
| Дисциплине             | | Оцена     | | Оцена  | | Оцена  |
|                        | |           | |        | |        |
| Појединачно М детаљи   | Јузуру Ханју · Јапан                                                                                              | 317.85    | Шома Уно · Јапан | 306.90 | Хавијер Фернандез · Шпанија | 305.24 |
|                        | |           | |        | |        |
| Појединачно Ж детаљи   | Алина Загитова Олимпијски спортисти из Русије                                                                     | 239.57    | Јевгенија Медведева Олимпијски спортисти из Русије | 238.26 | Кејтлин Осмонд · Канада | 231.02 |
|                        | |           | |        | |        |
| Спортски парови детаљи | Аљона Савченко · Бруно Масо · Немачка                                                                             | 235.90    | Суеј Венђинг · Хан Цунг · Кина | 235.47 | Меган Диамел · Ерик Редфорд · Канада | 230.15 |
|                        | |           | |        | |        |
| Плесни парови детаљи   | Теса Вертју · Скот Мојр · Канада                                                                                  | 206.07 СР | Габријела Пападакис · Гијом Сизерон · Француска | 205.28 | Маја Шибутани · Алекс Шибутани · Сједињене Америчке Државе                                                                                                   | 192.59 |
|                        | |           | |        | |        |
| Екипно детаљи          | Канада · Патрик Чан · Кејтлин Осмонд* · Габриел Дејлман** · Меган Диамел / Ерик Редфорд · Теса Вертју / Скот Мојр | 73        | Олимпијски спортисти из Русије Михаил Кољада Јевгенија Медведева* Алина Загитова** Јевгенија Тарасова / Владимир Морозов* Наталија Забијако / Александар Енберт** Јекатерина Боброва / Дмитриј Соловјов | 66     | Сједињене Америчке Државе · Нејтан Чен* · Адам Рипон** · Бреди Тенел* · Мирај Нагасу** · Алекса Шимека Книрим / Крис Книрим · Маја Шибутани / Алекс Шибутани | 62     |

*Учествовали само у кратком програму
*Учествовали само у слободном програму

## Биланс медаља
| Поз. | Земља                          |   |   |   | Укупно |
|      |                                |   |   |   |        |
| 1.   | Канада                         | 2 | 0 | 2 | 4      |
| 2.   | Олимпијски спортисти из Русије | 1 | 2 | 0 | 3      |
| 3.   | Јапан                          | 1 | 1 | 0 | 2      |
| 4.   | Немачка                        | 1 | 0 | 0 | 1      |
| 5.   | Кина                           | 0 | 1 | 0 | 1      |
| 5.   | Француска                      | 0 | 1 | 0 | 1      |
| 7.   | Сједињене Америчке Државе      | 0 | 0 | 2 | 2      |
| 8.   | Шпанија                        | 0 | 0 | 1 | 1      |
|      | Укупно                         | 5 | 5 | 5 | 15     |